# Pauahia sideroxyli
Pauahia sideroxyli är en svampart som beskrevs av F. Stevens 1925. Pauahia sideroxyli ingår i släktet Pauahia och familjen Meliolaceae.   Inga underarter finns listade i Catalogue of Life.